# Xuân Tiến
Xuân Tiến là một xã cũ thuộc huyện Xuân Trường, tỉnh Nam Định, Việt Nam.
Xã Xuân Tiến có diện tích 3,52 km², dân số năm 1999 là 9711 người, mật độ dân số đạt 2759 người/km².